# Gloria Gaynor
Gloria Gaynor, nascuda com a Gloria Fowles (Newark, Nova Jersey, 7 de setembre de 1943), és una cantant estatunidenca de soul i disco, més coneguda per alguns dels seus èxits com I Will Survive (Número 1 a la llista Hot 100 l'any 1979), Never Can Say Goodbye (Número 8 a la llista Hot 100 l'any 1974), i I Am What I Am (Número 82 a la llista Hot 100 l'any 1983).
Considerada una de les dives de la música disco dels 70 i 80, comença la seva carrera amb la banda Soul Satisfiers durant els 60. El seu primer single s'edita el 1965 sota el títol She'll be sorry/Let me go baby.
Per primera vegada la lletra d'una cançó (I will survive) s'escriu des del punt de vista d'una dona, fent-li veure al seu ex-amant que ja és lliure i pot continuar endavant sense ell. La cançó es va convertir en un himne de l'alliberació femenina i avui dia encara continua sentint-se a les discoteques.
Gloria Gaynor va encapçalar èxit darrere èxit i es va convertir en la reina de les pistes de ball durant 20 anys. La seva música ha anat més enllà dels Estats Units i s'ha fet sentir arreu del món, especialment ha tingut èxit a Europa.
Avui dia la popularitat de Gaynor sembla haver disminuït, tot i que les seves cançons continuen tenint ressò en el dia d'avui. Moltes de les seves cançons formen part de les 100 cançons imprescindibles segons la popular revista Rolling Stone.

## Discografia

### Àlbums
- Never Can Say Goodbye (1975)
- Experience Gloria Gaynor (1975)
- I've Got You (1976)
- Glorious (1977)
- Park Avenue Sound (1978)
- Love Tracks (1978)
- I Have A Right (1979)
- Stories (1980)
- I Kinda Like Me (1981)
- Gloria Gaynor (1983)
- I Am Gloria Gaynor (1984)
- The Power of Gloria Gaynor (1986)
- I Wish You Love (2002)
- The Answer (2006)

### Recopilacions
- The Best of Gloria Gaynor (1977)
- Greatest Hits (1982)
- I'll Be There (1995)
- I Will Survive: The Anthology (1998)
- 20th Century Masters: The Millennium Collection: The Best of Gloria Gaynor (2000)
- The Gloria Gaynor Album (2001)
- Ten Best: The Millennium Versions (2001)
- All The Hits Remixed (2007)